# Валет

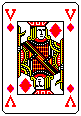
Дзвінковий валет, класична французька колода

Вале́т (від фр. valet — «слуга») — гральна карта з зображенням парубка. Звичайна вартість валета 11 (тобто, нижче дами і вище 10), хоча в деяких іграх типу блекджека (буквально «чорний валет») його вартість дорівнює 10. Валет — максимально можлива карта в німецькому «Скаті». У багатьох іграх він менше десятки за вартістю.
В українській мові засвідчено кілька назв карти: хвиль, хва́лька, хлап, хлопан.
Валет з французької колоди ототожнюється з нижником із німецької колоди.

## Інше
- Вислів «лежати валетом» означає те ж саме, що й «лежати ми́тусь» («лежати митусе́м»)[7] — лежати поруч, але головами в протилежні сторони[8]. У сучасних мовних порадниках перевага надається звороту зі словом «митусь»[джерело?].